# Lac Guri
Le lac Guri est un lac de barrage créé par la centrale hydroélectrique de Guri, au Venezuela. Il a une superficie de 4250 km². C’est le deuxième du pays après le lac Maracaibo. Il fait environ 130 km de long, avec une largeur maximale de 70 km. Son volume d’eau est de 138 km³, sa profondeur moyenne est de 30 mètres avec un maximum à 170 mètres. Les travaux du barrage ont débuté en 1965. 
On y pêche le pavon, appartenant à la famille des Cichlidés, et il y a aussi des sports récréatifs. 